# Benquet
Benquet ist eine französische Gemeinde mit 1.913 Einwohnern (Stand: 1. Januar 2022) im Département Landes in der Region Nouvelle-Aquitaine. Sie gehört zum Arrondissement Mont-de-Marsan und zum Kanton Mont-de-Marsan-2. Die Einwohner werden Benquetois genannt.

## Geographie
Die Gemeinde Benquet liegt etwa sechs Kilometer südlich von Mont-de-Marsan am Südrand der Landes de Gascogne. Umgeben wird Benquet von den Nachbargemeinden Saint-Pierre-du-Mont im Norden, Bretagne-de-Marsan im Osten, Saint-Maurice-sur-Adour im Südosten, Saint-Sever im Süden und Südwesten, Bas-Mauco im Südwesten sowie Haut-Mauco im Westen.
Der Jakobsweg führt durch Benquet. Die Gemeinde liegt im Einzugsgebiet des Flusses Adour. Einer seiner Nebenflüsse, der Ruisseau du Bos, im oberen Abschnitt auch Ruisseau de Saint-Jean genannt, durchquert das Gemeindegebiet. Beim Weiler Saint Christau ändert er seinen Namen auf Ruisseau de Saint Christau und wird auch zu einem See aufgestaut. Durch das Gemeindegebiet von Benquet führt die Schnellstraße D 933S von Mont-de-Marsan nach Orthez.

## Bevölkerungsentwicklung
| Jahr                       | 1962 | 1968 | 1975 | 1982 | 1990 | 1999 | 2006 | 2014 | 2021 |
| Einwohner                  | 858  | 828  | 1039 | 1154 | 1240 | 1291 | 1405 | 1618 | 1906 |
| Quellen: Cassini und INSEE |      |      |      |      |      |      |      |      |      |

## Sehenswürdigkeiten
- Kirche Saint-Jean-Baptiste, um 1885 erbaut
- freistehende Kirche Saint-Christau aus dem 13. Jahrhundert
- Schloss Laurens Castelet aus dem 19. Jahrhundert
- Rathaus, frühere Kapelle

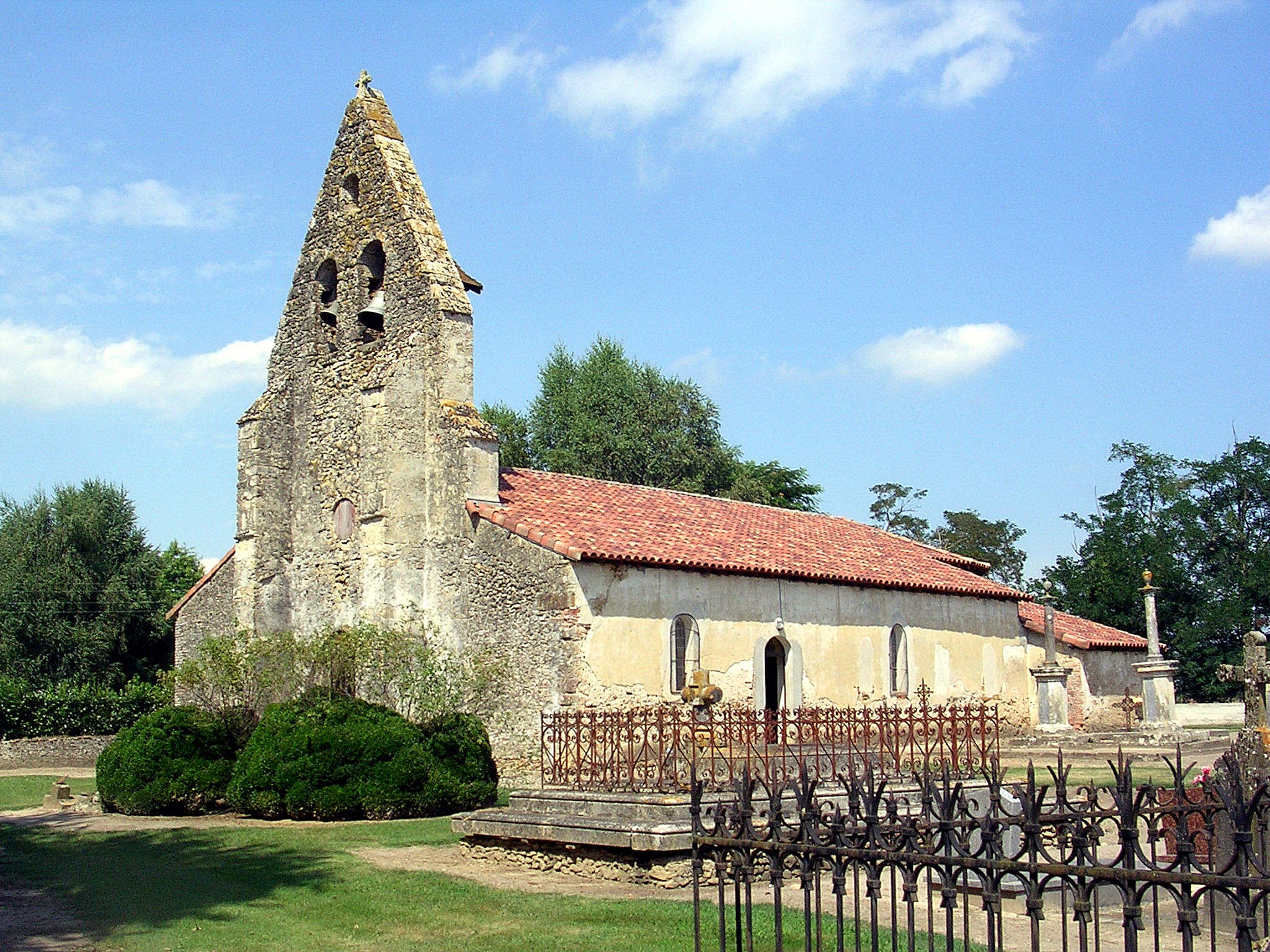
Kirche Saint-Christau
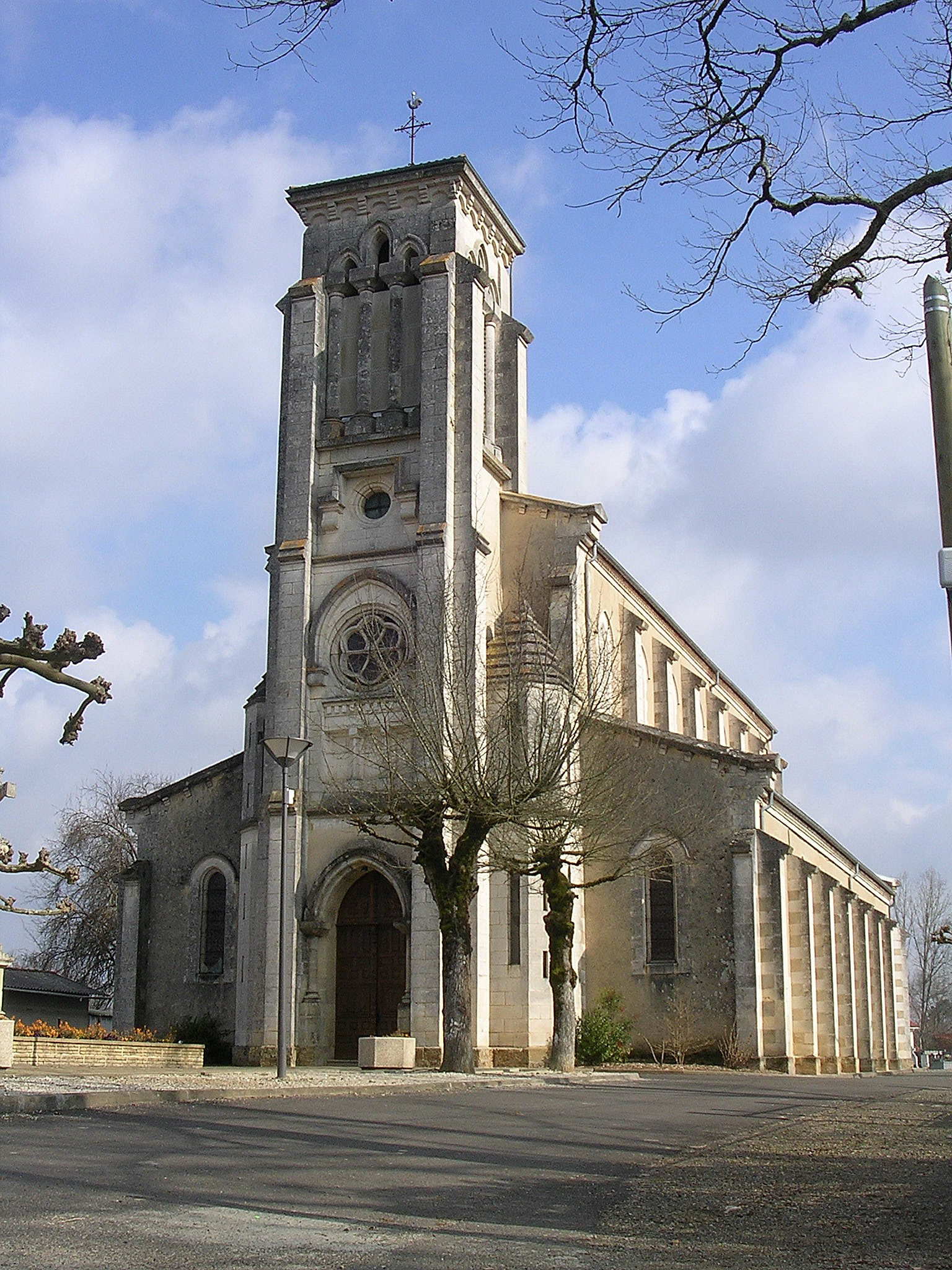
Kirche Saint-Jean-Baptiste
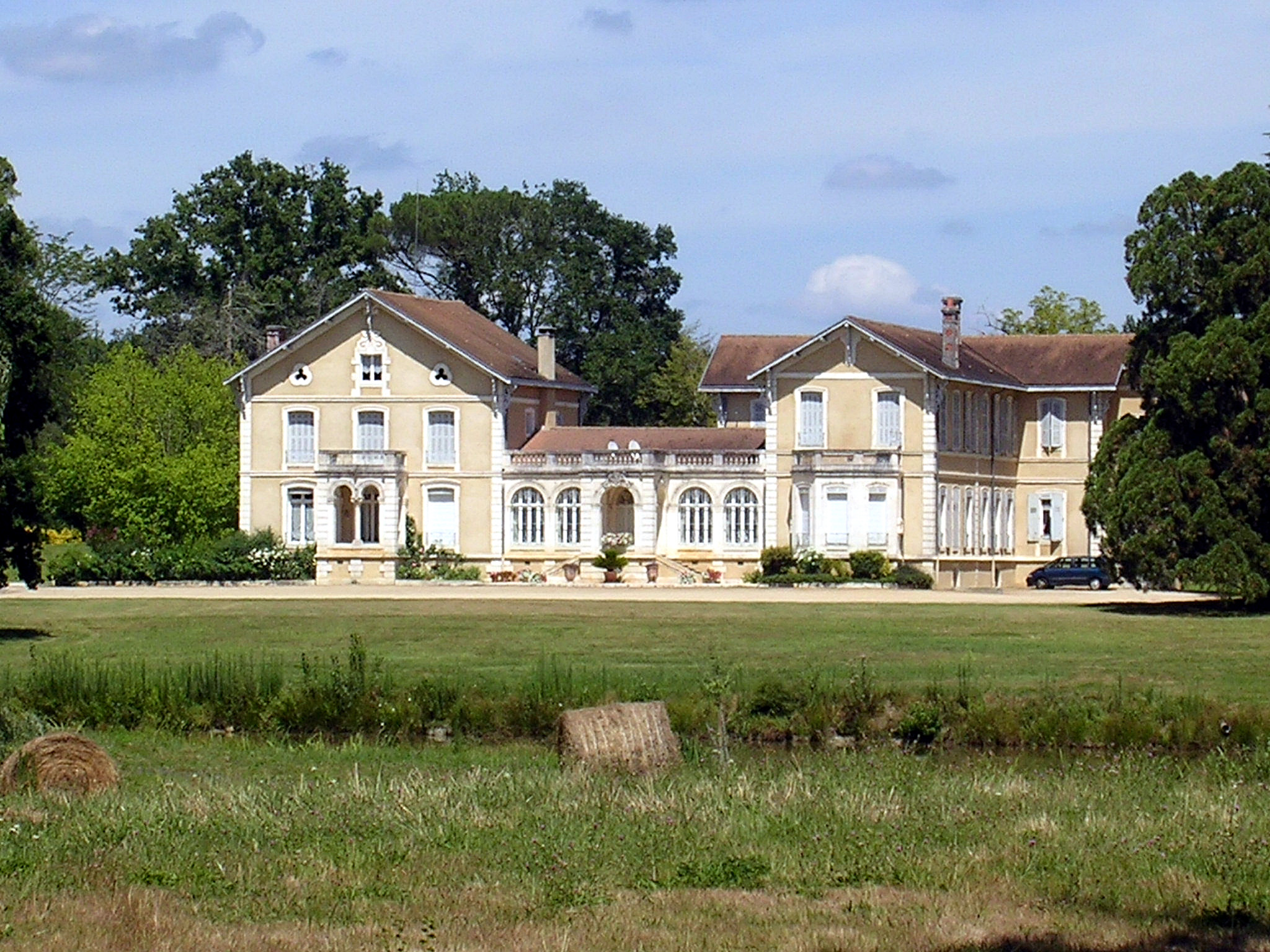
Schloss Laurens Castelet
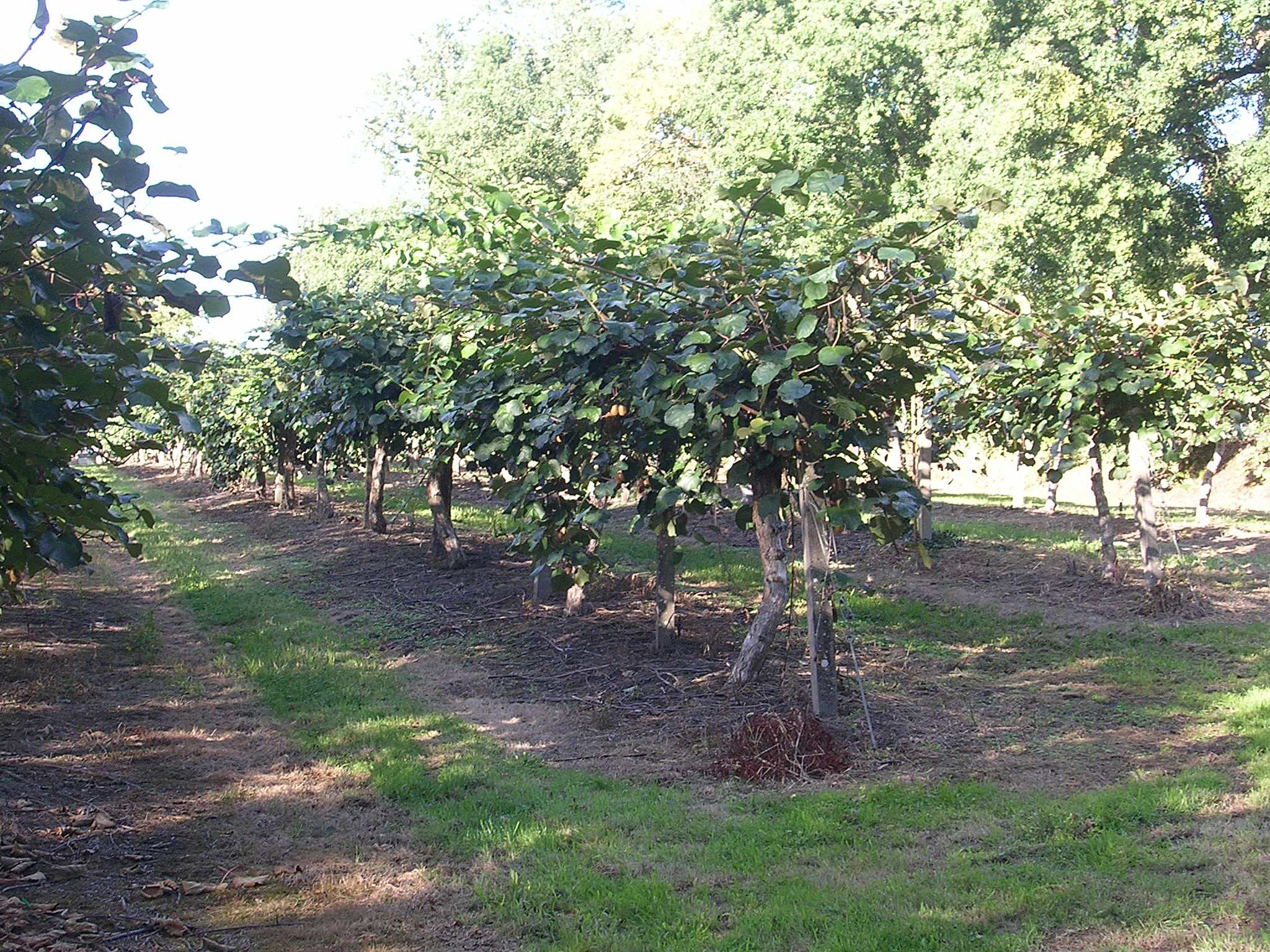
Kiwi-Plantage in Benquet
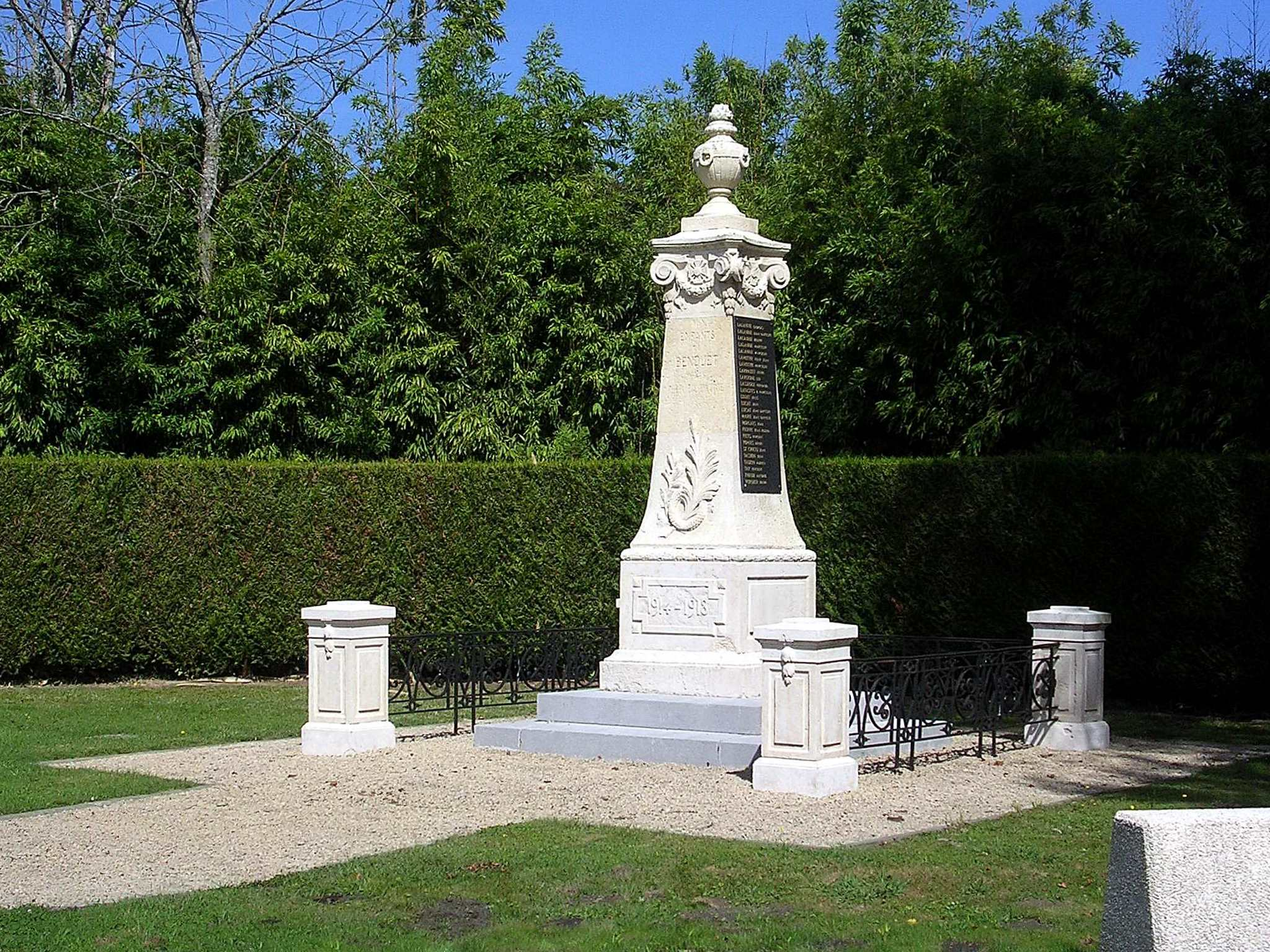
Gefallenendenkmal

## Gemeindepartnerschaft
Mit der französischen Gemeinde Muespach-le-Haut im Département Haut-Rhin (Elsass) besteht seit 1980/1981 eine Partnerschaft. 